# Irische Jochfunde

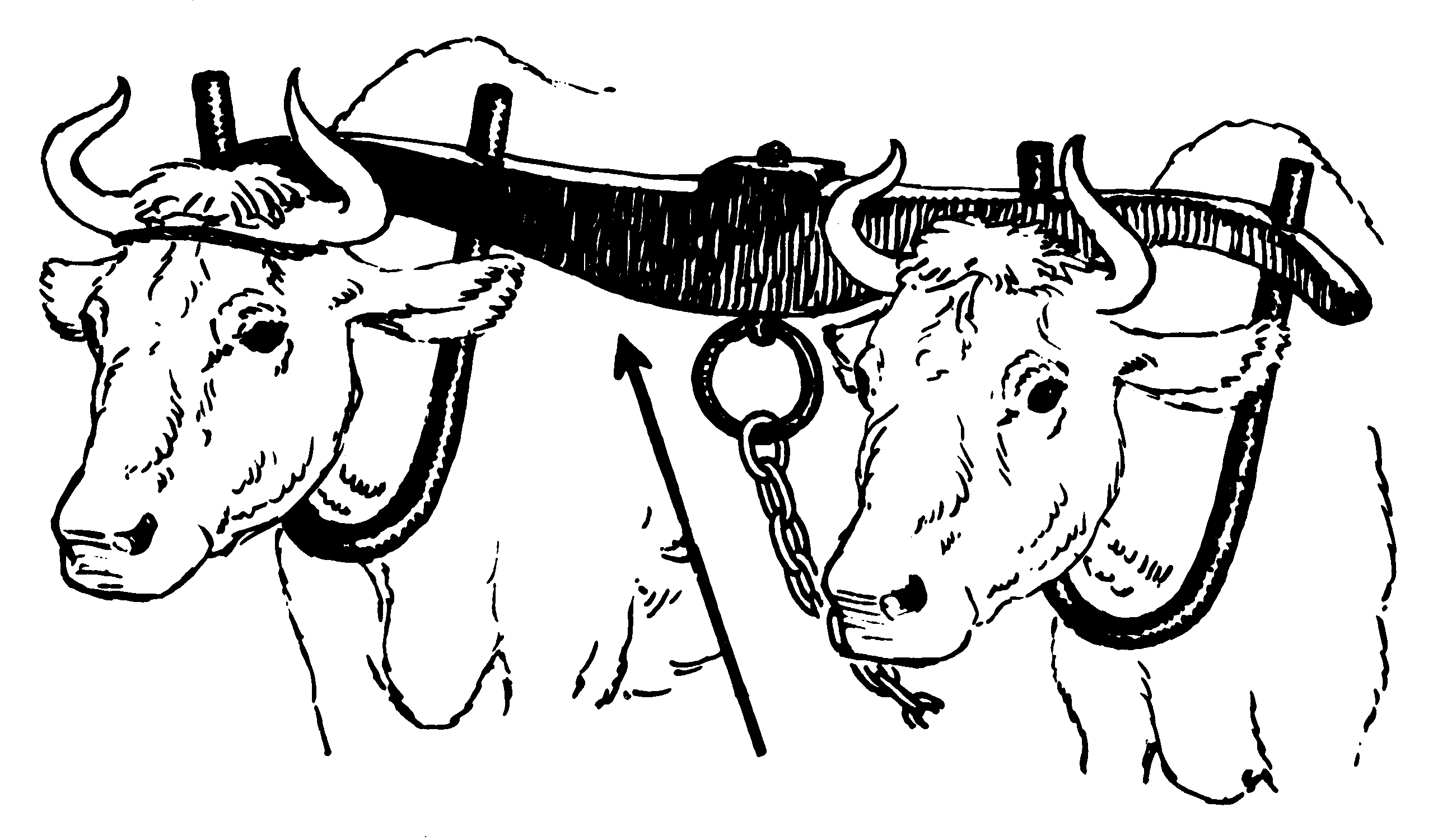
Widerristjoch

Irische Jochfunde (englisch Irish yokes) stammen zumeist aus Mooren. 
Aus Irland sind 16 weitgehend intakte Joche bekannt, von denen sechs aus der Republik Irland stammen. Ein Fund wurde aus morphologischen Gründen der Eisenzeit zugewiesen, aber die meisten sind frühmittelalterlich.
Es gibt verschiedene Arten von Jochen:
- das Kopfjoch mit den Varianten Stirn- und Nackenjoch, das an den Hörnern befestigt wird
- das Widerristjoch, das mit der Brust gezogen wird.

Frühe mittelalterliche Quellen deuten darauf hin, dass die Verwendung des Kopfjochs als die frühere und primitivere der beiden Methoden angesehen wurde. Die Kragenkrümmung des Jochs von Toberdaly deutet darauf hin, dass es ein frühes Widerristjoch ist. Widerristjoche haben allgemein vertikale Perforationen zu den Seiten des Kragens, um die Stifte und Zapfen zu halten, die den Hals umringen. Da das Toberdalyjoch vertikale und horizontale Perforationen hat, weist dies darauf hin, dass frühe Joche die Charaktere beider Typen besitzen.

## Anschirrung
Die Literatur zur normalen Größe der Gespanne ist nicht schlüssig. Sie konnten aus zwei bis sechs Ochsen bestehen, üblicherweise waren es vier. Beim Pflügen mit vier Ochsen wurden die Tiere nebeneinander geschirrt, wobei zwei Joche unterschiedlicher Länge verwendet wurden. Es gab ein kurzes Joch für die beiden zentralen Tiere und ein langes für das äußere Paar, das etwas vor dem inneren positioniert wurde. Ein frühmittelalterliches Langjochfragment von Erriff im County Mayo, scheint den Beleg für diese Praxis zu liefern. Da das Toberdalyjoch unvollständig ist, ist nicht zu ermitteln, ob es der kurzen oder langen Form entspricht und ein prähistorischer Vorläufer dieser Anspannung ist. Seine Rekonstruktion beruht auf der kurzen Form mit angenommener Symmetrie; jedoch ist der Querträgerabschnitt unsicher und basiert auf einfachen Formen.
Die meisten irischen Joche scheinen grob gehauen zu sein, aber es gibt zwei fein geschnitzte Beispiele, die Parallelen zu Toberdaly darstellen. Ein kurzes Joch aus Nordirland, vergleichbar mit kontinentaleuropäischen Jochen der Latènezeit, ist vielleicht die nächstliegende Parallele in Form und Datum.